# 亞莉克莎·葛萊琪
亞莉克莎·葛萊琪（英語：Alexa Glatch，1989年9月10日—）是美國职业网球女运动员，2006年轉職業。她的WTA生涯最高單打排名為第102（2009年8月3日）。

## 外部連結
- 亞莉克莎·葛萊琪的国际女子网球协会官方資料（英文）
- 亞莉克莎·葛萊琪的國際網球總會 職業／青少年 官方資料（英文）
- Fed Cup - Player profile -  (USA) （页面存档备份，存于）